# Wimberley
Wimberley est une ville située au centre du comté de Hays  au Texas, aux États-Unis,.

## Démographie
Lors du recensement de 2010, la ville comptait une population de 2 626 habitants. Elle est estimée, en 2018, à 3 112 habitants.

### Source de la traduction
- (en) Cet article est partiellement ou en totalité issu de l’article de Wikipédia en anglais intitulé « Wimberley, Texas » (voir la liste des auteurs).